# 女子頭像 (皮托尼)
《女子頭像》（Head of the Virgin）是詹巴蒂斯塔·皮托尼（義大利語：Giambattista Pittoni) 繪於1730年左右的畫作，現藏於意大利斯特拉斯堡美術館。

## 歷史
形态的非凡柔和和微妙的调制，光影的细微差别反映了乌菲兹美术馆在光学现象领域获得的深入科学知识。

## 外部連結
- 维基共享资源上的相關多媒體資源：女子頭像
- Tête de Vierge, Giovanni Battista Pittoni, Fiche du musée de Strasbourg （页面存档备份，存于）.